# Бразильский крохаль
Брази́льский кроха́ль (лат. Mergus octosetaceus) — птица семейства утиных (Anatidae).

## Распространение
Встречается на небольших реках в первичных тропических лесах северо-востока Аргентины, востока Парагвая и юга Бразилии.
Общая численность вида составляет менее 250 птиц.
Бразилия. Наибольшая популяция находится в Бразилии в национальном парке Серра-да-Канастра, в штате Минас-Жерайс. Исследования 2006 и 2013 годов обнаружили примерно 140-200 взрослых особей. Несколько птиц были обнаружены в 2012 году в муниципалитете Патросиниу этого же штата. В штате Гояс общая численность составляет около 50 особей. В 1995 году небольшая популяция была обнаружена на реке Тибажи (Tibagi), в штате Парана (Анхос др., 1997), но поиски в 1998 году были неудачными. В 2002 году, ещё одна небольшая популяция была обнаружена на Рио Ново Рио Национального парка Jalapão в штате Токантинс, и шесть экспедиций в 2007 и 2008 годах обнаружили там 7 гнездящихся пар. Считается, что птица вымерла в штатах Мату-Гросу-ду-Сул, Рио-де-Жанейро, Сан-Паулу и Санта-Катарина.
Аргентина. В провинции Мисьонес 12 особей были найдены на реке Арройо Уруз в 2002 году. Это первая регистрация вида в стране за 10 лет, несмотря на многочисленные исследования.
Парагвай. В Парагвае вид зарегистрирован в 1984 году. Тем не менее, есть местные отчеты, которые показывают, что несколько особей все ещё возможно выжили.

## Описание
Вид немного меньше среднего крохаля, но с таким же тонким красным клювом и чёрной с зеленоватым отливом окраской головы и шеи, имеет длинный хохол. Верхняя часть тела у него тёмная, зеленовато-бурая, низ серый, исчерчен бурыми и белыми пятнами. Тело взрослой птицы достигает в длину 49-56 см, весит 600—700 г.

## Образ жизни
Единственное найденное гнездо бразильского крохаля располагалось в дупле высокого дерева прямо над водой. В кладке 6 яиц. Живут эти птицы отдельными парами, питаются преимущественно рыбой.

## Сохранение
Ареал этого оседлого вида имеет явно реликтовое происхождение, а спорадичность распространения в малоисследованных тропических лесах не позволяет судить об истинной численности популяции. Однако вид, несомненно, редкий, встречи его за последние 50 лет единичные, а места проживания интенсивно разрушаются из-за вырубки лесов. Формально эта птица находится под охраной только в Бразилии.